# Quenac
Quenac es una isla del archipiélago de Chiloé, en el sur de Chile, que pertenece a la comuna de Quinchao, Región de Los Lagos.

## Toponimia
Como a otros topónimos de la zona con la terminación «-ac», se le atribuye un origen en el chono, pues estos nombres no proceden del mapudungun, la otra lengua indígena hablada en la zona en la época de la conquista española.

## Ubicación
Se ubica en el centro del archipiélago de Chiloé, en el paralelo 42º 27' latitud sur y el meridiano 73° 23' longitud oeste. Su extensión es de unos 6 km de largo por unos 3 km de ancho. Tiene una superficie de unos 21,43 km². 
En la isla se distinguen nueve sectores: La Villa, Abuyán, Capilla Antigua, Huilque, Mallahué, Piedra Blanca, Puñelco, Reo y Yucuhué.

## Demografía
La isla tiene una población de 324 habitantes, según el censo chileno de 2017. Se dedican especialmente al rubro de la acuicultura, la agricultura —destacándose el cultivo de la papa, la avena, el trigo y otros productos agrícolas en menor escala— y la ganadería, especialmente ovina y bovina.

## Historia
El archipiélago de Chiloé estaba poblado en el siglo XV por huilliches —la rama sureña del pueblo mapuche— y por chonos, nómades canoeros.
Luego de las destrucción de las siete ciudades, los pobladores de Osorno escaparon a Chiloé y algunos de ellos se establecieron en Quenac.
El censo de 1787 estipula que en Quenac habitaban 508 personas, todas ellas «españolas», es decir, no pertenecientes a la «república de indios». 
Cuando Chile ya era una república, la villa fue cabecera de la comuna de Quenac, que existió entre los años 1891 y 1928 e incluyó bajo su administración a las islas de Caguach, Teuquelín, Meulín, Tac, Apiao, Alao, Chaulinec y Desertores, más un sector de Chiloé continental comprendido entre la punta Comau y el río Rayas o Chanatué (al norte de lo que hoy es la ciudad de Chaitén).
Fue devastada por una epidemia de tracoma (1918-1919), muchos de los habitantes de la isla sufrieron serias complicaciones a la vista. Por esta causa se arrienda una casa de propiedad de Tránsito López, destinándola a dispensario de la epidemia, para evitar el contagio masivo. Se traslada por esos años el practicante Carlos White para atender a los enfermos y controlar la epidemia.
En 1952 se instauró la famosa Fiesta de Moros y Cristianos, donde los moros se robaban la cruz cristiana y estos debían luchar para recuperarla. Así se convencen de que los cristianos son más poderosos y los moros aceptaban el bautizo. Luego ambos se abrazan y cantan en honor a la Virgen del Socorro, patrona de Quenac.
En 1959 un nuevo incendio consumió varias casas de la ciudad, las más antiguas, grandes y de maderas nobles. En este siniestro no hubo accidentados.

## Medios de comunicación

### Radioemisoras
FM
- 107.1 MHz - Radio Quenac

De igual manera se pueden captar diversas radios AM y FM provenientes de Achao, Castro, Curaco de Vélez, Quemchi, Dalcahue, entre otros lugares cercanos, algunas con dificultad y otras en buena recepción, dependiendo de ciertos lugares de la isla
Radios Online
- Radio Quenac